# Verwaltungsrecht
Das Verwaltungsrecht ist das Recht der Exekutive, also das der Administrative und der Gubernative. Es regelt insbesondere die Beziehungen zwischen einem Staat und seinen Bürgern, aber auch die Funktionsweise der verschiedenen Verwaltungsinstitutionen und deren Verhältnis zueinander sowie den Rechtsschutz des Bürgers gegen Akte der Exekutive.

## Einzeldarstellungen
- Verwaltungsrecht (China)
- Verwaltungsrecht (Deutschland)
- Verwaltungsrecht (Frankreich)
- Verwaltungsrecht (Österreich)
- Verwaltungsrecht (Schweiz)

## Definition und Abgrenzung
Die verschiedenen nationalen Definitionen von Verwaltungsrecht bzw. dessen Übersetzungen administrative law, droit administratif unterscheiden sich erheblich. In der Tradition des kontinentalen Rechtskreises bezeichnet man damit die Organisation, Befugnisse und Pflichten der Verwaltung. In den Ländern des common law hingegen ist administrative law hingegen regelmäßig als Synonym zu judicial review zu finden, also der gerichtlichen Überprüfung von Verwaltungshandeln – in kontinentaler Diktion Verwaltungsgerichtsbarkeit bzw. contentieux administrative. Im Rahmen vergleichender Arbeiten werden regelmäßig beide Ebenen betrachtet, d. h. sowohl die Primärregeln, die das Verwaltungshandeln leiten, als auch die Sekundärregeln, die bei einem möglichen Verstoß durch die Gerichte zur Anwendung kommen.
Verstanden in diesem weiten Sinne bildet das Verwaltungsrecht neben dem Verfassungsrecht den wichtigsten Bestandteil des Öffentlichen Rechts. Der Unterscheidung von Öffentlichem und Privatrecht kommt in kontinentaler Tradition herausragende Bedeutung sowohl für Gerichtsbarkeit als auch als dogmatische Einteilung zu. Im common law finden public law und private law hingegen nur zur pragmatischen Abgrenzung Anwendung, ohne dass diesen Bezeichnungen tiefere rechtsdogmatische Wirkung zukäme.
Für die Abgrenzung des öffentlichen vom Privatrecht lassen sich in vergleichender Methodik zwei Standpunkte gegenüberstellen: Ein ideologischer und ein institutioneller. Die ideologische Abgrenzung sieht das Öffentliche Recht als das Recht, das dem Gemeinwohl (salus publica, common good, bien public) dient – eine Abgrenzung, die sich auf Ulpian beruft. Die Definition von Gemeinwohl kann dabei entweder dem politischen Prozess überlassen bleiben, wie die traditionelle Ansicht meint, oder zur Sicherung von Grundrechtsstandards bestimmte justiziable Merkmale aufweisen. Das Ergebnis des politischen Prozesses divergiert erheblich den unterschiedlichen politischen Traditionen folgend: Nach überkommener französischer Ansicht gehören etwa ÖPNV, Strom- und Gasversorgung zum Gemeinwohl und ermächtigen die Verwaltung zu besonderen Eingriffen, während man nach niederländischem Verständnis hierin keinen besonderen Gemeinwohlbezug erkennen kann. Auf institutioneller Basis bestehen für die Abgrenzung drei Hauptkriterien: spezifische Funktionen, spezifischer Organisationsaufbau und spezifische Gerichtsbarkeit der Verwaltung.

## Verwaltungsrecht und Verfassungsrecht

### Rule of Law,état de droitund Rechtsstaat
Die verschiedenen Konzeptionen der Bindung der Verwaltung an Recht und Gesetz werden als rule of law, état de droit und Rechtsstaat bezeichnet. Kennzeichen der rule of law nach Dicey ist, dass die Verwaltung keine Sonderrechte genießt, sondern dem „ordinary law of the land“ unterliegt; Sonderrechte der Verwaltung sieht er vielmehr geradezu als Kern des französischen droit administratif. Als Ausfluss dessen unterliegt die Verwaltung nach common law-Verständnis auch der ordentlichen Gerichtsbarkeit.
Hinter dem französischen état de droit steht das Verständnis, dass die Macht der Verwaltung ihre Grenzen im Gesetz findet. Die angelsächsische Vorstellung – das Recht herrscht über die Verwaltung – wird dementsprechend als règne du droit übersetzt.
Aus dem deutschen Prinzip der Rechtsstaatlichkeit wird demgegenüber ein Gesetzesvorbehalt geschlossen: Die Verwaltung erhält ihre Eingriffsbefugnisse erst durch das Gesetz; das Gesetz ist daneben auch Grenze des Verwaltungshandelns. Der Verwaltung inhärente Befugnisse wie im französischen droit administratif oder in den britischen royal prerogatives gibt es demnach nicht.

## Verwaltungsverfahren
Historisch war das Recht des Verwaltungsverfahrens lange Zeit Gewohnheits- bzw. Richterrecht. Die Kodifizierung des Verfahrensrecht begann in Österreich mit dem Bundesgesetz vom 21. Juli 1925 über das allgemeine Verwaltungsverfahren (Allgemeines Verwaltungsverfahrensgesetz (AVG)). Es folgten das deutsche Verwaltungsverfahrensgesetz vom 25. Mai 1976, das italienische Gesetz vom 7. August 1990 n. 241 (Nuove norme in materia di procedimento amministrativo e di diritto di accesso ai documenti amministrativi) und das niederländische Algemene Wet Bestuursrecht von 1994.

## Schutz gegen Verwaltungshandeln und Verwaltungsgerichtsbarkeit
Es können nach klassischer Auffassung drei Grundtypen der Verwaltungsgerichtsbarkeit unterschieden werden:
1. Rechtsordnungen mit einer eigenen Verwaltungsgerichtsbarkeit,
2. Rechtsordnungen mit einer auf Verwaltungsprozesse spezialisierten Richterschaft innerhalb der ordentlichen Gerichtsbarkeit und
3. Rechtsordnungen, bei den Verwaltungsstreitigkeiten vor den ordentlichen Gerichten ausgetragen werden, jedoch einige Spezialgerichte, besonders für Steuern bestehen.

### Zeitschriften
- Neue Zeitschrift für Verwaltungsrecht, in Zusammenarbeit mit der Neuen Juristischen Wochenschrift. C. H. Beck, München. ISSN 0721-880X, erscheint 2021 mit dem 40. Jahrgang.